# Dana (Myagdi)
Dana (Nepali दाना) ist ein nepalesisches Dorf und ein Village Development Committee (VDC) im Distrikt Myagdi im oberen Flusstal des Kali Gandaki.
Das VDC Dana erstreckt sich über die westliche Talseite. Im Norden grenzt das Gebiet an Lete, im Süden an Tatopani.
Der Ort Dana liegt am rechten Ufer des Kali Gandaki auf einer Höhe von 1445 m. 
Die Straße von Beni nach Jomsom führt an Dana vorbei. Dana liegt am Annapurna-Rundweg.
Im Norden des VDC befindet sich der Rupse Chhahara-Wasserfall.

## Einwohner
Bei der Volkszählung 2011 hatte Dana 1873 Einwohner (davon 885 männlich) in 484 Haushalten.

## Dörfer und Weiler
Dana besteht aus mehreren Dörfern und Weilern. 
Die wichtigsten sind:
- Dana (1445 m ⊙)
- Githe (1440 m ⊙)
- Kabre (1720 m ⊙)